# Beloncio
Beloncio (en asturiano y oficialmente: Belonciu) es una parroquia y localidad del concejo asturiano de Piloña.

## Historia
Según algunos historiadores, habría sido la capital de la tribu de los luggones, uno de los veintidós populi de los astures, citada por Plinio el Viejo.

## Núcleos de población
- Abedul
- Arenas
- Beloncio
- Beronda
- Candanedo
- El Raposo
- Ferreros
- La Motosa
- Melendreras
- Peridiella
- Peruyero
- Travesera
- Vallín